# 歴史地区

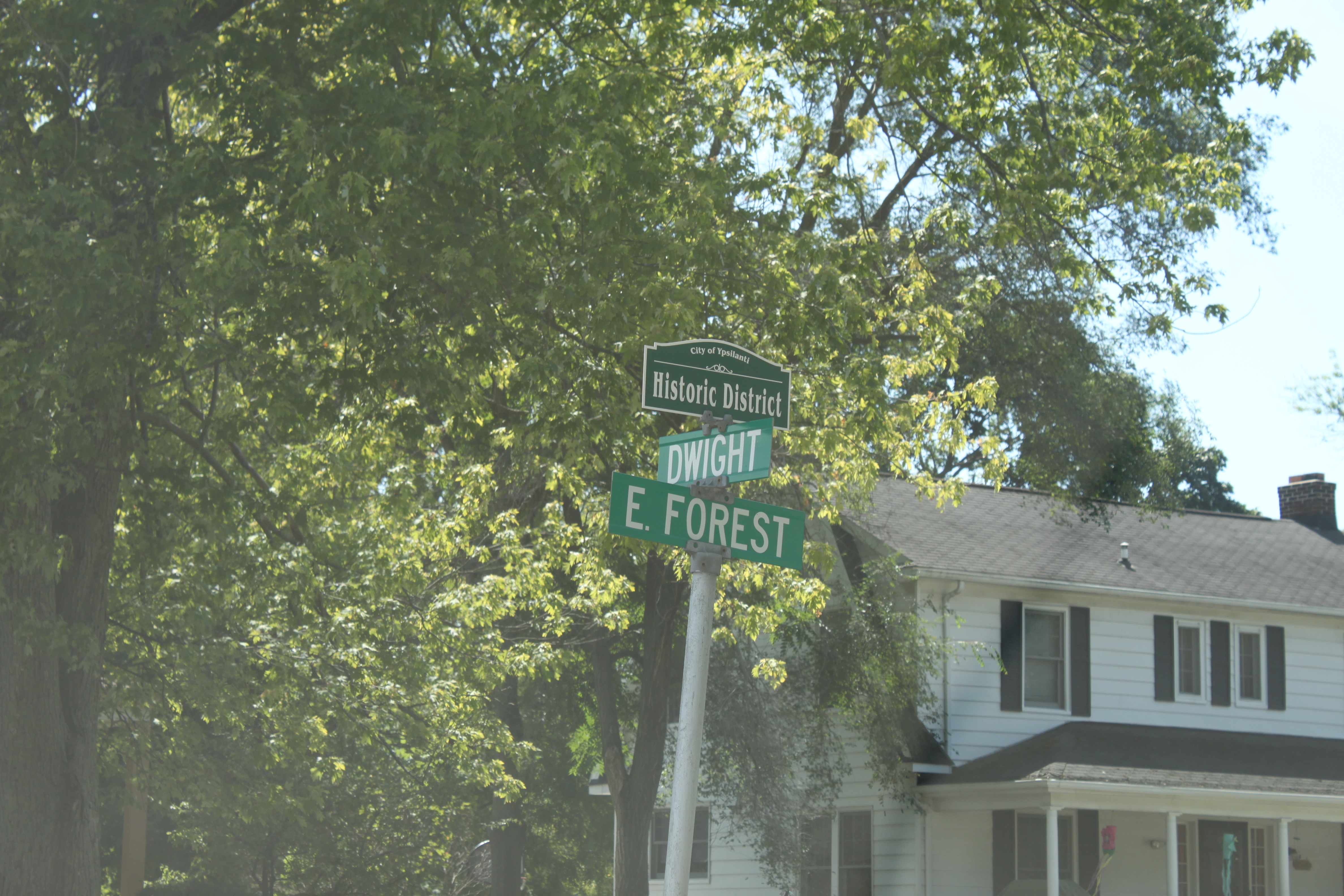
ミシガン州イプシランティの、歴史地区を表す標識

歴史地区（れきしちく、英語：historic district 又は heritage district）は、歴史上、又は建築上、高い価値があると考えられる旧市街の区画である。いくつかの国では、歴史地区は開発から法的な保護を受けることができる。
歴史地区は、都市の中心部である場合と、そうでない場合とがある。また、商業地域、行政区、芸術地域である場合と、それらとは離れている場合がある。

## アメリカ合衆国
アメリカ合衆国の歴史地区に参照。
アメリカでは、指定された歴史地区の保護のため、法が存在する。

## ウクライナ
- 首都キーウ市ペチェールシク区